# Chi Thiết đậu
Chi Thiết đậu (danh pháp khoa học: Lens) là một chi thực vật trong họ Fabaceae. Chúng là loài cây thân thảo đứng thẳng hoặc leo có hoa trắng. Hạt ăn được.

## Hình ảnh

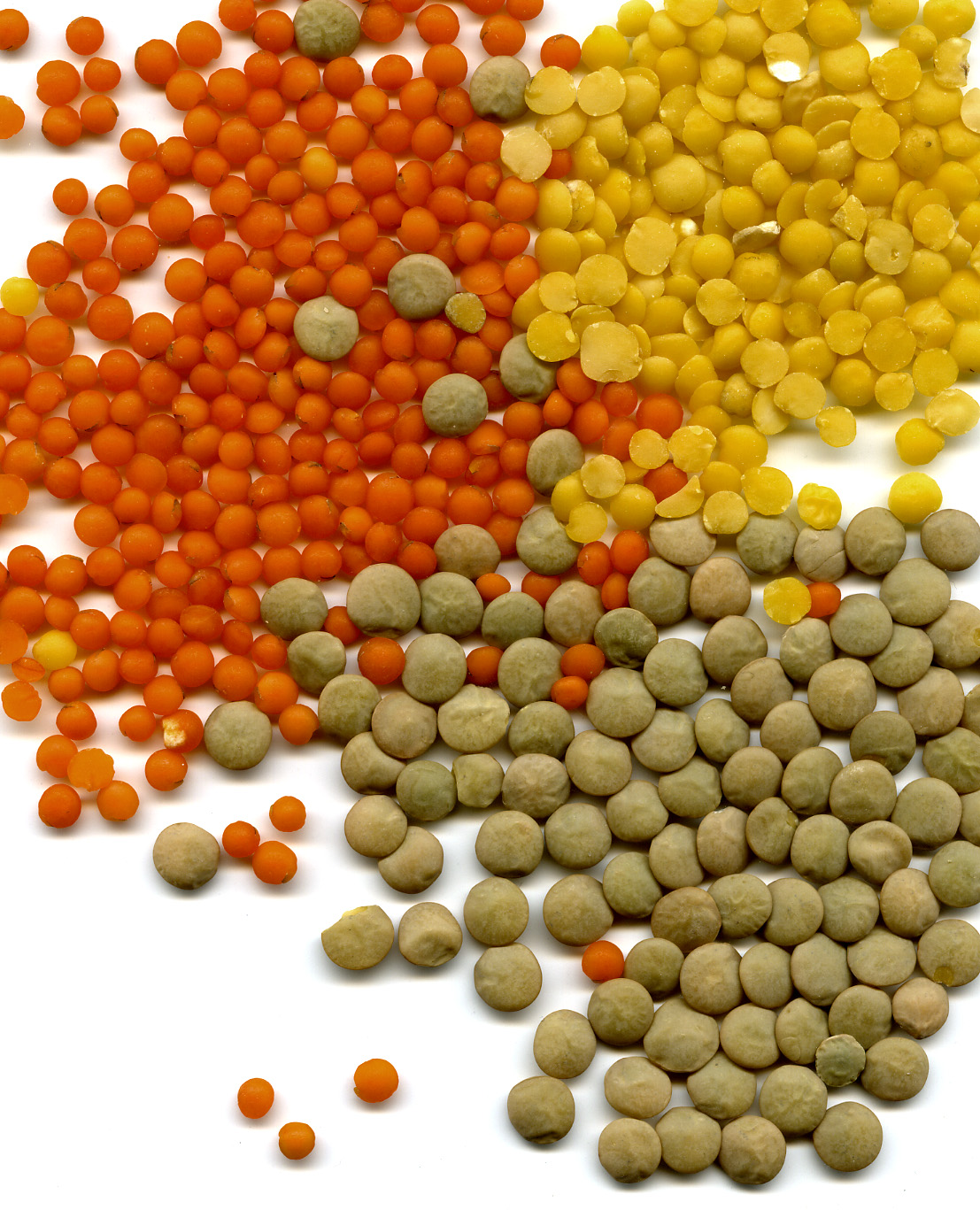

## Các loài
- Lens culinaris
- Lens ervoides
- Lens himalayensis
- Lens kotschyana
- Lens lamottei
- Lens montbretii
- Lens nigricans